# Raión de Lijoslavl
El raión de Lijoslavl (ruso: Лихосла́вльский райо́н) es un distrito administrativo (raión) ruso perteneciente a la óblast de Tver. Su forma de autogobierno local es desde 2021 la de ókrug municipal (Лихосла́вльский муниципальный округ), albergando su territorio un único ayuntamiento con sede en la capital distrital homónima. Se ubica en el centro-este de la óblast.
En 2021, el raión tenía una población de 24 974 habitantes, de los cuales 11 017 vivían en la ciudad de Lijoslavl. Existe otra localidad urbana en el raión, el asentamiento de tipo urbano de Kaláshnikovo, de 4226 habitantes. Los otros casi diez mil habitantes se reparten en 246 localidades rurales, de las cuales las más pobladas son Kriúchkovo (de unos mil habitantes), Tolmachi (de unos setecientos habitantes), Viochki (de unos seiscientos habitantes) y Osinovaya Griada (de algo menos de quinientos habitantes).

## Cultura
El raión es conocido por albergar, a fecha de 2010, una importante minoría étnica de unos dos mil quinientos carelios, el 16% de la población. Esta minoría es lo que queda de una amplia población conocida como los carelios de Tver, que a principios del siglo XX eran unos ciento cincuenta mil y hablaban su propio dialecto del idioma carelio. Entre 1937 y 1939, la Unión Soviética llegó a establecer un ókrug autónomo con sede en Lijoslavl para los carelios de Tver. El éxodo rural y el carácter disperso de las poblaciones carelias, rodeadas de áreas étnicamente rusas, ha hecho que las nuevas generaciones no se suelan identificar como carelios sino como rusos, y que el dialecto local esté casi extinto. Sin embargo, la mayoría de estos "nuevos rusos" mantienen la cultura carelia como símbolo identificativo del raión en el que viven, que alberga museos y eventos culturales relacionados con su origen carelio.